# Dorstenia djettii
Dorstenia djettii là một loài thực vật có hoa trong họ Moraceae. Loài này được Guillaumet mô tả khoa học đầu tiên năm 1965.